# Lord Buckethead

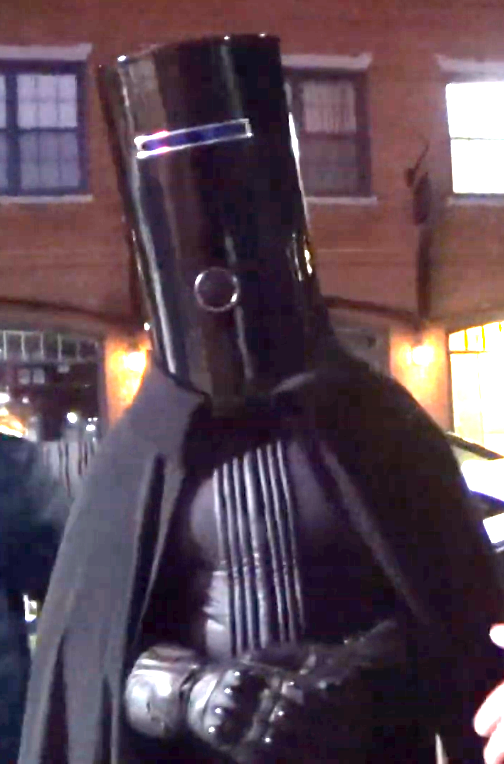
„Lord Buckethead“ (2020)

Lord Buckethead ist eine satirische, britische Politikfigur. Sie repräsentiert seit 2019 die Satirepartei Official Monster Raving Loony Party. Ein Kandidat mit diesem Namen trat bereits viermal in den UK General Elections an: 1987 gegen Margaret Thatcher, 1992 gegen John Major, 2017 gegen Theresa May und erneut 2019 gegen Boris Johnson.

## Kunstfigur
Lord Buckethead behauptet von sich, ein intergalaktischer Weltraumherrscher zu sein. Sein Name und Kostüm entstammen Todd Durhams Science-Fiction-Kultkomödie Hyperspace von 1984. Der Film ist auch unter dem Namen Gremloids bekannt, dieser diente bis 2017 auch als Name für Lord Bucketheads Partei. Bereits dreimal trat ein Kandidat in der Rolle des Lord Buckethead zu den Unterhauswahlen des Vereinigten Königreiches an. Jedes Mal verbarg er sein Gesicht unter einer eimerförmigen Maske, gekleidet ist er ganz in schwarz. Bucketheads Teilnahme an den Parlaments-Wahlen steht in einer Tradition von sogenannten „unorthodoxen Kandidaten“, welche seit jeher Teil der britischen Politik sind. Vergleichbar in Geschichte und Aktivität ist die Official Monster Raving Loony Party, welche ebenfalls 2017 einen Kandidaten gegen Theresa May zur Wahl stellte.
Auf die Frage der CBC-Radio-Moderatorin Carol Off, ob es sich bei Lord Buckethead um das gleiche Individuum handle wie 30 Jahre zuvor oder er sich wie Der Doktor zu jeder Wahl regeneriere, antwortete er: „Ich bin Buckethead. Wir sind Buckethead. Wir sind Legion. Beantwortet das Ihre Frage?“
Die erste Inkarnation von Lord Buckethead wurde in einer Übersicht des Finchley-Wahlkreises der Unterhauswahl 1987 unter dem Namen Greg Lloyds genannt. Die zweite Inkarnation wurde in der Aufstellung des Huntington-Wahlkreises zur Unterhauswahl 1992 erneut als Greg Lloyds geführt. Die folgende Inkarnation des Lords (Unterhauswahl 2017) wurde im Maidenhead-Wahlkreis in der General Election als Jonathan David Harvey genannt. 2017 erhob Todd Durham Anspruch auf die Figur des Lord Buckethead. Mit seiner Zustimmung trat dann David Hughes als nächste Inkarnation des Lords bei den Unterhauswahlen 2019 im Wahlkreis Uxbridge and South Ruislip gegen Boris Johnson an. Harvey kandidierte dort ebenfalls als Count Binface.
Vor Beginn der EU-Austrittsverhandlungen im Juni 2017 wurde Lord Buckethead von der New Yorker Nachrichtensatire-Sendung Last Week Tonight des britischen Comedian John Oliver ausfindig gemacht und erhielt einen Auftritt in der Show als Gegenkandidat zu Theresa May für die anstehenden Brexit-Verhandlungen.

## Politische Karriere
Unterhauswahl 1987 – Finchley
| Partei             | Kandidat             | Stimmen | Anteil | Differenz |
| ------------------ | -------------------- | ------- | ------ | --------- |
| Conservative Party | Margaret Thatcher    | 21.603  | 53,9   | +2,8      |
| Labour Party       | John Davies          | 12.690  | 31,7   | +4,9      |
| Liberal Party      | David Howarth        | 5.580   | 13,9   | −7,3      |
| Gremloids          | Lord Buckethead      | 131     | 0,3    | –         |
| Gold Party         | Michaelle St Vincent | 59      | 0,2    | –         |
| Wahlbeteiligung    | Wahlbeteiligung      | 40.063  | 69,4   | +0,4      |

Unterhauswahl 1992 – Huntingdon
| Partei                              | Kandidat             | Stimmen | Anteil | Differenz |
| ----------------------------------- | -------------------- | ------- | ------ | --------- |
| Conservative Party                  | John Major           | 48,662  | 66,2   | +2,6      |
| Labour Party                        | Hugh Seckleman       | 12.432  | 16,9   | +3,0      |
| Liberal Democrats                   | Andrew Duff          | 9.386   | 12,8   | −8,3      |
| Liberal Party (1989)                | Paul Wiggin          | 1.045   | 1,4    | –         |
| Green Party of England and Wales    | Deborah Birkhead     | 846     | 1,2    | −0,2      |
| Official Monster Raving Loony Party | Screaming Lord Sutch | 728     | 1,0    | –         |
| Conservative Thatcherite            | Michael Flanagan     | 231     | 0,3    | –         |
| Gremloids                           | Lord Buckethead      | 107     | 0,1    | –         |
| Forward to Mars Party               | Charles S. Cockell   | 91      | 0,1    | –         |
| Natural Law Party                   | David Shepherd       | 26      | 0,0    | –         |
| Wahlbeteiligung                     | Wahlbeteiligung      | 73.554  | 79,2   | +5,2      |

Unterhauswahl 2017 – Maidenhead
| Partei                              | Kandidat                         | Stimmen | Anteil | Differenz |
| ----------------------------------- | -------------------------------- | ------- | ------ | --------- |
| Conservative Party                  | Theresa May                      | 37,718  | 64,8   | −1,0      |
| Labour Party                        | Pat McDonald                     | 11.261  | 19,3   | +7,4      |
| Liberal Democrats                   | Tony Hill                        | 6.540   | 11,2   | +1,3      |
| Green Party of England and Wales    | Derek Wall                       | 907     | 1,6    | −2,0      |
| UK Independence Party               | Gerard Batten                    | 871     | 1,5    | −6,9      |
| Animal Welfare Party                | Andrew Knight                    | 282     | 0,5    | –         |
| Gremloids                           | Lord Buckethead                  | 249     | 0,4    | –         |
| Parteiunabhängiger Politiker        | Grant Smith                      | 152     | 0,3    | –         |
| Official Monster Raving Loony Party | Howling Laud Hope                | 119     | 0,2    | –         |
| Christian Peoples Alliance          | Edmonds Victor                   | 69      | 0,1    | –         |
| The Just Political Party            | Julian Reid                      | 52      | 0,1    | –         |
| Parteiunabhängiger Politiker        | Yemi Hailemariam                 | 16      | 0,0    | –         |
| Give Me Back Elmo                   | Bobby Smith (tritt als Elmo auf) | 3       | 0,0    | –         |
| Wahlbeteiligung                     | Wahlbeteiligung                  | 58.239  | 76,4   | +3,8      |

Unterhauswahl 2019 – Uxbridge and South Ruislip
| Partei                              | Kandidat           | Stimmen | Anteil | Differenz |
| ----------------------------------- | ------------------ | ------- | ------ | --------- |
| Conservative Party                  | Boris Johnson      | 25.351  | 52,6   | +1.8      |
| Labour Party                        | Ali Milani         | 18.141  | 37,6   | −2.4      |
| Liberal Democrats                   | Joanne Humphreys   | 3.026   | 6,3    | +2,3      |
| Green Party of England and Wales    | Mark Keir          | 1.090   | 2,3    | +0,4      |
| UK Independence Party               | Geoffrey Courtenay | 283     | 0,6    | −2,8      |
| Official Monster Raving Loony Party | Lord Buckethead    | 125     | 0,3    | –         |
| Parteiunabhängiger Politiker        | Count Binface      | 69      | 0,1    | –         |
| Parteiunabhängiger Politiker        | Alfie Utting       | 44      | 0,1    | –         |
| Parteiunabhängiger Politiker        | Yace Yogenstein    | 23      | 0,0    | –         |
| Parteiunabhängiger Politiker        | Norma Burke        | 22      | 0,0    | –         |
| Parteiunabhängiger Politiker        | Bobby Elmo Smith   | 8       | 0,0    | –         |
| Parteiunabhängiger Politiker        | William Tobin      | 5       | 0,0    | –         |
| Wahlbeteiligung                     | Wahlbeteiligung    | 48.174  | 68,5   | +1,7      |

## Grundprogramm
Lord Bucketheads Wahlprogramm 2017 versprach einen „starken, nicht völlig stabilen Führungsstil“ sowie folgende Hauptziele:
- Kernwaffen: „Eine öffentliche feste Verpflichtung zum Aufbau einer 100-Milliarden-Pfund-Erneuerung des britischen Trident-Nuclear-Programme-Waffensystems, gefolgt von einer ebenso festen privaten Verpflichtungserklärung, es doch nicht zu errichten. Es handelt sich dabei um geheime U-Boote, also wird es ohnehin niemand erfahren. Eine Win-Win-Situation.“[4]
- Kostenlose Fahrräder für alle zum „Kampf gegen Übergewicht, Verkehrsstauung und Fahrraddiebstahl“.[4]
- Anstelle von Theresa Mays Versprechen, Grammar Schools (vgl. Gymnasium) wieder einzuführen, sollen „gamma“-Schulen nach den folgenden drei Prinzipien errichtet werden: „Erstens: Bessere Bezahlung der Lehrer, um schlaue Hochschulabsolventen anzulocken. Zweitens: mehr Anlagen für Kinder, ganz besonders Spielwiesen/Sportplätze. Drittens: Wenn sich ein Kind dreimal daneben benimmt, wird es weit hinaus ins Weltall geschossen, den Eltern wird ein netter Obstkorb überreicht, wahlweise als Ausdruck des Beileids oder der Beglückwünschung, je nach Kind. Disziplin ist der Schlüssel.“[4]
- Ein Referendum über ein erneutes Brexit-Referendum.[15]
- Legalisierung der Jagd auf Fuchsjäger.[15]
- Verstaatlichung von Adele.[15]
- Verbannung von Katie Hopkins in die Phantomzone.[15]
  - Anmerkung: Hopkins ist Boulevardpresse-Reporterin, ihr werden Rassismus und rechtsextremistische Hetze vorgeworfen,[16][17] zuletzt forderte sie nach dem Terroranschlag in Manchester am 22. Mai 2017 auf Twitter eine „Endlösung“,[18] ruderte allerdings kurz darauf zurück.[19]